# Pandémie de Covid-19 à Cuba
La pandémie de Covid-19 à Cuba démarre officiellement le 13 mars 2020. À la date du 24 octobre 2022, le bilan est de 8 530 morts.
Cuba a refusé d'adhérer au dispositif COVAX, mis en place par l’Organisation mondiale de la santé ayant pour objectif un accès équitable aux vaccins en particulier pour les pays à faible économie. Développant plusieurs vaccins, les autorités sanitaires cubaines décident, en mai 2021, un début de vaccination de la population sans attendre la fin des essais cliniques.

## Propagation du virus

### Première vague maitrisée
Le 13 mars 2020, quatre cas de contamination sont reconnus à Cuba. Il s’agit de trois touristes italiens et d’un cubain. Le 18 mars le premier mort est annoncé ainsi que 10 cas de contamination. Le 20 mars, 21 cas de contamination sont confirmés, le 26 mars le nombre de contamination est de 80 cas. Le 27 mars, 123 cas de contamination sont annoncés officiellement. Le 1er avril, il est dénombré 186 cas de contamination et 6 morts. Puis le 2 avril, 212 cas sont signalés. Ensuite 320 cas de contamination et huit morts sont annoncés le 5 avril. Le 9 avril, 564 cas de contamination et 15 morts sont comptabilisés. Pour le 11 avril le pays présente 620 cas et 16 morts, puis 726 cas le 13 avril. Le 15 avril, 24 morts et 814 contaminations sont annoncées.
En juin 2020, la gestion par le gouvernement cubain de la crise sanitaire est saluée. Le pays affiche une bonne gestion de l'épidémie et les chiffres des autorités sont confirmés par l'Organisation mondiale de la Santé. Cuba présente ainsi un taux de contamination beaucoup plus faible que la moyenne latino-américaine. Les Cubains étaient 24 fois moins susceptibles d'attraper le virus que les Dominicains, 27 fois moins que les Mexicains et plus de 70 fois moins que les Brésiliens.
Au 17 novembre 2020, 7 639 cas de contaminations et 131 décès sont enregistrés.

### Deuxième vague plus importante
En janvier 2021, le média 14ymedio, indépendant du pouvoir, annonce 22 611 contaminations et 200 morts avec une deuxième vague de diffusion du virus plus importante que lors de la première vague . Le variant « sud-africain », beaucoup plus contagieux, est détecté à Cuba . En février, les autorités cubaines indiquent 1 000 nouveaux cas de contamination par jour au lieu des 50 habituels. Le 6 février, le bilan s'élèvent alors à 233 décès et 32 011 cas de COVID-19 ,.
Au 31 mars 2021, le nombre total de cas est de 75 263, celui de guérisons est de 70 614, le nombre de décès est de 424, le taux de mortalité est de 0,56%, celui de guérison est de 93,82%. Le taux de personnes encore malades est de 5,61% .  
Le mois d'avril 2021 affiche le bilan le plus important depuis le début de la pandémie avec, selon les chiffres officiels, 30 431 contaminations et 219 décès. Les vaccinations doivent commencer au mois de mai.
Au 9 juin 2021, le nombre total de cas est de 152 420, celui de décès de 1 045 soit un taux de mortalité à 0,69% et de guérison de 95,35%.

### Défaillance du système de santé
Alors que la pandémie se développe rapidement dans l'île avec la diffusion du variant Delta, le Premier ministre Manuel Marrero Cruz indique avoir eu connaissance de « mauvais traitements et négligence » de la part de certains médecins. D'autres responsables cubains reprochent l'absence de médecins de leurs cliniques pour prendre des vacances. À ces critiques, plusieurs médecins répondent, sur les réseaux sociaux, reprochant aux autorités cubaines d'être déconnectées des réalités du terrain. Il est par ailleurs évoqué les décès de par l'absence d'oxygène en quantité suffisante ou des pannes d'incinérateurs à cause de l'afflux, en trop grand nombre, de cadavres.
Pour sa part, le Président Miguel Díaz-Canel annonce, en août 2021, la défaillance du système de santé cubain : « La situation actuelle de l’épidémie a surpassé les capacités du système de santé, mettant en tension le travail de tout son personnel ».

## Mesures

### De protection
Les Cubains ne peuvent pas se procurer des masques de protection et du gel antibactérien, aussi les autorités cubaines demandent aux habitants de l'île de les fabriquer par eux-mêmes. À la mi-mars 2020, les principaux événements culturels et sportifs sont suspendus mais les écoles et les restaurants restent ouverts. Les liaisons aériennes avec le reste du monde sont maintenues afin de permettre l'accueil des touristes,. À partir du 16 mars le Lycée français Alejo Carpentier de La Havane est fermé pour au moins 15 jours.
Le 20 mars les frontières sont fermées pour les non-résidents, mais les 60 000 touristes encore présents sur l'île pourront rentrer chez eux. Cependant, les mesures de restriction prises par certains pays ont contraint 4 000 étrangers et 5 845 émigrés cubains à rester à Cuba, ne pouvant pas rentrer chez eux. Par ailleurs l'île sera toujours ravitaillée par bateaux et avions de marchandises car elle importe 80 % de ce qu’elle consomme. La majorité des hôtels et restaurants doivent cesser leurs activités. Cependant, les écoles restent ouvertes.  
Le 24 mars les autorités cubaines changent de stratégie et placent les touristes restant sur l'île en confinement dans les hôtels propriété de l'État. Un touriste canadien indique : « Nous sommes entassés l'un sur l'autre dans un hôtel de la Havane avec des ressortissants de l’Italie ». De plus les écoles sont fermées,. Par contre, la population cubaine n'est pas confinée. Le 9 avril les transports publics sont arrêtés et les magasins importants de La Havane fermés. La vente d'alcool est interdite dans les magasins d'alimentation. Mais les mesures de protection sont difficiles à faire appliquer. À Santiago de Cuba, les habitants vivent bien souvent dans des logements surpeuplés, la nourriture est rationnée. Pour Nelva Ortega, de l'Union patriotique de Cuba et épouse de José Daniel Ferrer : « La situation est critique. On nous demande de rester confinés chez nous, mais ce n'est pas possible, nécessité fait loi ! Dans tous les foyers, des produits alimentaires manquent, faute d'un approvisionnement suffisant ». Afin de pallier le manque de produits alimentaires et d’éviter les files d’attente devant les magasins, le gouvernement augmente le rôle de la libreta, le carnet de rationnement mis en place par Fidel Castro en 1963 .
En avril 2020, Keilylli De La Mora Valle, militante de l'Union patriotique de Cuba est arrêtée « alors qu'elle fumait une cigarette dans la ville de Cienfuegos, où elle réside, et on lui a dit qu'elle ne portait pas correctement le masque ». En mars 2021, elle est libérée après 10 mois d'emprisonnement .
Le personnel médical cubain effectue un travail de porte-à-porte, rendant visite aux habitants afin de s'enquérir de leur santé. Certains observateurs ont jugé cette méthode autoritaire et portant atteinte à la vie privée. Les masques et les solutions hygiéniques sont pratiquement tous confectionnés localement. Les personnes présentant les symptômes de la maladie sont invitées à se rendre rapidement dans le centre médical qui se trouve dans chaque quartier. Ce travail de détection et d'information est rendu possible par l'importance du secteur de la santé dans le pays. Cet investissement massif a notamment pour conséquence une très forte densité du nombre de médecins sur l'île : Cuba compte, selon l'Organisation mondiale de la Santé (OMS), 82 médecins pour 10 000 habitants, contre 32 pour la France ou 26 pour les États-Unis. L'Organisation panaméricaine de la Santé souligne que si 30 % des 630 millions de personnes vivant en Amérique latine et dans les Caraïbes n'ont « aucun accès aux soins de santé pour des raisons financières », tout le monde à Cuba est couvert par le système médical .
En janvier 2021, le gouvernement décide de fermer les écoles, 74 enfants sont alors contaminés. Pour le journal indépendant 14ymedio : « Ce chiffre a suscité des tensions entre la population et le gouvernement, même si la proportion [des moins de 20 ans] par rapport au nombre total de personnes contaminées n’est pas différente des pourcentages habituels sur l’île, qui se situent autour de 10 ou 12 %. ». En février, avec en moyenne 1 000 nouveaux cas de contamination par jour, les autorités cubaines décident d'appliquer de nouvelles restrictions de circulation. Ainsi La Havane est isolée du reste de l'île. Les Cubains qui ne respectent pas les  mesures mises en place reçoivent une amende de  2 000 pesos, soit 70 euros, c'est-à-dire le double du salaire moyen à Cuba. Des mesures pénales sont aussi envisagées à l'encontre des récalcitrants ,.

### Soins médicaux
Pour combattre l’infection virale, Cuba utilise dès le début l'Interferon Alfa 2B, l’une des premières molécules développée par la biotechnologie cubaine dans les années 1980, utilisée pour des infections virales pour le VIH, le papillomavirus ou certains cas de cancers et hépatites.
En avril, la population cubaine commence à recevoir des gouttes de Prevengho-Vir, « un traitement homéopathique pour renforcer ses défenses immunitaires ». Le Prevengho-Vir est employé en priorité dans des maisons de retraite.

### Vaccination
Un vaccin pouvant être administré par voie nasale était en développement en fin d'année 2020. 
Les autorités prévoient de lancer le programme de vaccination de la population cubaine dans les six premiers mois de l'année 2021. Les personnes âgées, les enfants, les femmes enceintes et les membres du corps médical seront prioritaires. Cuba s'est engagé à mettre ensuite ses vaccins à disposition des pays membres de l’Alliance bolivarienne pour les peuples de notre Amérique (ALBA) et de le rendre disponible à travers les réseaux de l’Organisation Panaméricaine de la Santé (OPS). En mars 2021 Vicente Vérez, directeur de l'Institut Finlay de Cuba, annonce un retard et un début de vaccination en juillet 2021.
Dans une vidéo publicitaire, diffusée en janvier 2021 sur la chaine vénézuélienne Telesur, il est proposé aux touristes de venir se faire vacciner à Cuba : « Plages, Caraïbes, mojitos et vaccins, le tout en un seul endroit ». Il est prévu de produire 100 millions de doses pour vacciner tous les Cubains, mais aussi de l'offrir au Vietnam, à l’Iran, au Venezuela et à l’Inde.
Cuba a refusé d'adhérer au dispositif COVAX, mis en place par l’Organisation mondiale de la santé  permettant un accès équitable aux vaccins en particulier pour les pays à faible économie ,. Ainsi Cuba sera le dernier pays du continent américain à commencer la vaccination de ses habitants. En effet les autres pays ont déjà reçu des doses de vaccin de plusieurs fournisseurs. Cuba engage le 1er mars 2021 la phase 3 des essais cliniques de son vaccin SOBERANA 02. Avant de connaitre le résultat des essais cliniques les autorités cubaines décident de commencer la vaccination du personnel médical de l'île , puis de la population. L'objectif des autorités est de vacciner 70% de celle-ci pour le mois d’août prochain. Mais les moyens matériels font défaut pour mener à bien ce projet, ainsi il manque 20 millions de seringues. Des dons sont mis en place dans plusieurs pays pour aider Cuba.
En juin 2021, la médecin Hilda Molina s'interroge sur l'efficacité des vaccins cubains SOBERANA 02 et CIGB-66 utilisés pour vacciner la population alors qu'ils ne sont pas encore approuvés par les agences de santé y compris à Cuba. Par contre elle relève que la « dictature » cherche à commercialiser les vaccins et à les utiliser idéologiquement pour vanter le régime communiste.
À la suite des manifestations de juillet 2021 à Cuba, Joe Biden propose d'aider la population en envoyant de façon importante des doses de vaccin anti-Covid, puisque le régime cubain a refusé d'adhérer au dispositif COVAX. Il offre également l'aide des États-Unis pour rétablir internet.

## Aide internationale

### Envoi de personnel médical à l'étranger
Des médecins cubains sont intervenus en Chine, épicentre de l'épidémie et au Venezuela. Miguel Díaz-Canel a aussi accepté une demande de Rosario Murillo pour venir en aide au Nicaragua. C'est la brigade Henry Reeve qui doit intervenir.
En mars 2020, l'Italie, dont le système de santé est saturé, demande de l'aide à Cuba. Le ministère cubain des Affaires étrangères a répondu positivement et annoncé qu'il enverra « du personnel spécialisé dans le traitement des maladies contagieuses ». Le 21 mars, 37 médecins et 15 infirmières cubains, ayant notamment combattu l'épidémie d'Ebola en Afrique de l'Ouest, arrivent à Milan.
Plusieurs centaines de médecins cubains ont été déployés dans plusieurs pays caribéens (Haïti, Jamaïque, Antigua-et-Barbuda, Dominique, Sainte-Lucie, Saint-Vincent-et-les-Grenadines et Grenade). La France obtient également le déploiement de missions médicales cubaines dans plusieurs de ses départements d’outre-mer (Martinique, Guadeloupe, Guyane, Saint-Pierre-et-Miquelon). En ce qui concerne la Martinique, les autorités cubaines ont reçu officiellement 300 000 euros pour les 3 mois de présence sur l’île de 15 médecins cubains. La sénatrice martiniquaise Catherine Conconne déplore que cette intervention :« était du tourisme médical qui a coûté très cher pour une opération qui n’a pas servi à grand-chose »; ignorant de la langue française, de la pharmacopée française et n'ayant pas le droit de plein exercice, ils sont restés des stagiaires toujours supervisés par un médecin français,,.
Les États-Unis ont condamné cette aide, affirmant que les médecins cubains étaient mal rémunérés et contraints de travailler dans des conditions insalubres. Des sénateurs du Parti républicain présentent en juin 2020 un projet de loi visant à faire classer par le département d’État tout pays bénéficiant d'une aide médicale de Cuba comme coupable de trafic des êtres humains. Ce projet de loi a été ouvertement dénoncé par plusieurs pays ; Gaston Browne, Premier ministre d’Antigua-et-Barbuda a ainsi affirmé : « les médecins et les infirmières cubains font partie intégrante de la structure sanitaire de beaucoup de pays de la Caraïbe. Si on nous oblige de se séparer des Cubains, notre système de santé va s’effondrer. »

### Livraison de médicaments à Cuba
L'embargo des États-Unis ne concerne plus, depuis 1992, la livraison à Cuba de médicaments. Dans les faits cependant, les entreprises restent très réticentes à travailler avec Cuba dans le domaine humanitaire, les États-Unis menaçant de sanctions toute personne faisant des affaires, même indirectement, avec des biens nationalisés après la révolution de 1959. Début avril la Chine fait livrer du matériel médical à Cuba. Toutefois selon les autorités cubaines une cargaison de matériel médical n'a pas été livrée. En effet le transporteur américain ayant redouté des sanctions des autorités américaines s'est désisté de cette livraison.

### Accueil de bateaux
Le 18 mars 2020, les autorités cubaines acceptent d'accueillir les passagers du navire de croisière MS Braemar, de la compagnie britannique Fred Olsen Cruise Lines, plusieurs pays ayant refusé de recevoir le bateau qui a cinq cas de contamination au virus à son bord. Une évacuation vers le Royaume-Uni par quatre avions charters est immédiatement organisée. Puis Cuba refuse l'accostage d'un autre bateau le Costa Magica qui a à son bord plusieurs malades du coronavirus, celui-ci doit faire route vers les États-Unis.

## Statistiques

Nombre de cas à Cuba depuis le début de l'épidémie.

Nombre de morts à Cuba depuis le début de l'épidémie.